# جوزيف مونتجومري
جوزيف مونتجومري (بالإنجليزية: Joseph Montgomery) هو قاضي وسياسي أمريكي، ولد في 1733، وتوفي في 1794. انتخب عضو مجلس نواب بنسيلفانيا.